# Morgantina
Morgantina è un'antica città sicula e greca, sito archeologico nel territorio di Aidone, comune italiano del libero consorzio comunale di Enna in Sicilia.
La città fu riportata alla luce nell'autunno del 1955 dalla missione archeologica dell'Università di Princeton (Stati Uniti). Gli scavi sinora compiuti consentono di seguire lo sviluppo dell'insediamento per un periodo di circa un millennio, dalla preistoria all'epoca romana. L'area più facilmente visitabile, recintata dalla sovraintendenza competente, conserva resti dalla metà del V alla fine del I secolo a.C., il periodo di massimo splendore della città.
Da questo sito provengono importantissimi reperti archeologici come la Dea di Morgantina (talora erroneamente chiamata "Venere"), attualmente custodita presso il museo archeologico di Aidone in cui è giunta il 17 marzo 2011 dopo il contenzioso fra Italia e Stati Uniti, dove era esposta presso il Getty Museum a Malibù, e il Tesoro di Morgantina, anch'esso restituito.

## Collocazione geografica
La città antica sorgeva su un ondulato e allungato pianoro, scosceso ai fianchi e culminante nel monte Cittadella (578 m s.l.m.) Posto a sbarramento della valle del Simeto e dei suoi tributari, il sito controllava una vastissima zona, delimitata dalle Madonie e dall'Etna a nord, dal mar Ionio a est, dagli Erei meridionali a sud e a ovest.
Si trattava di un passaggio obbligato delle vie di comunicazione tra la costa orientale e l'interno della Sicilia.

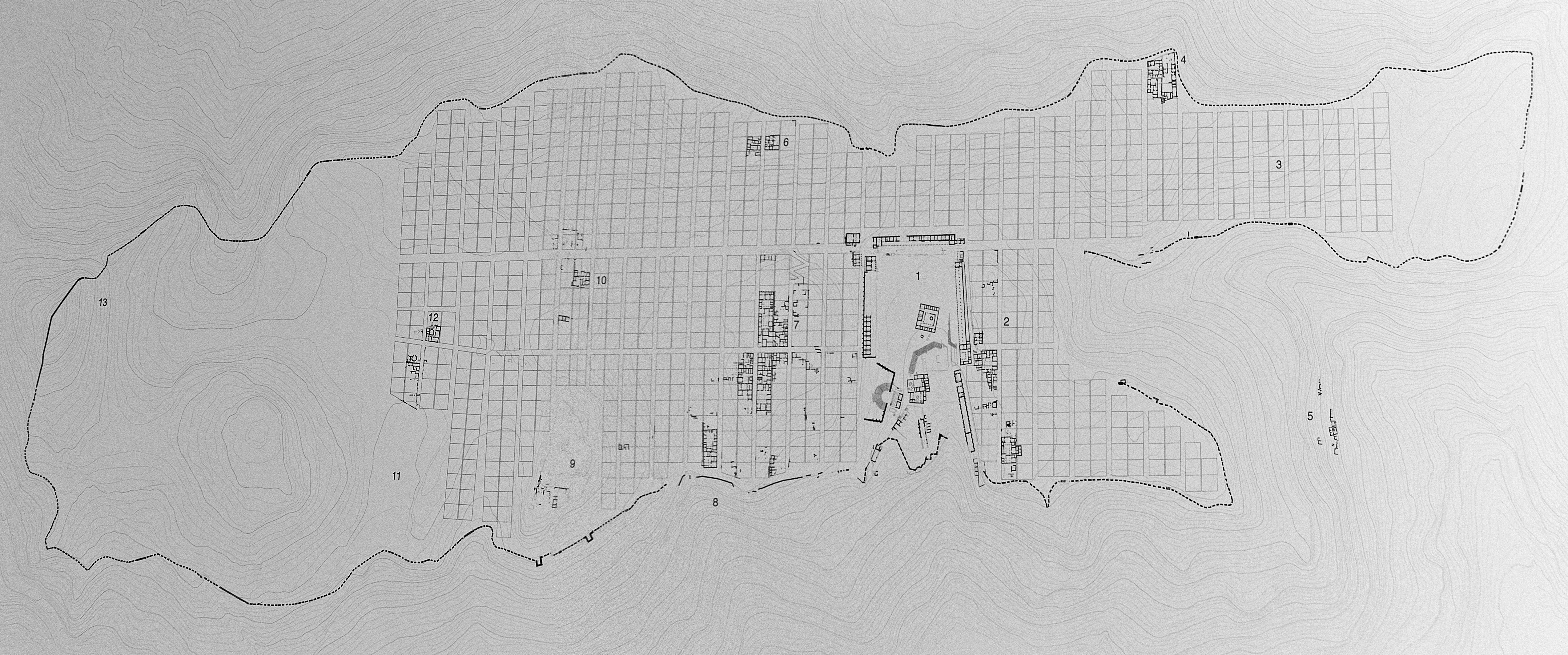
1. agorà 2. collina est 3. contrada San Francesco 4. contrada Drago 5. contrada San Francesco Bisconti/santuario 6. santuario nord 7. collina ovest 8. necropoli sud 9. collina Papa 10. casa di Eupolemo 11. contrada Agnese 12. terme nord 13. porta ovest

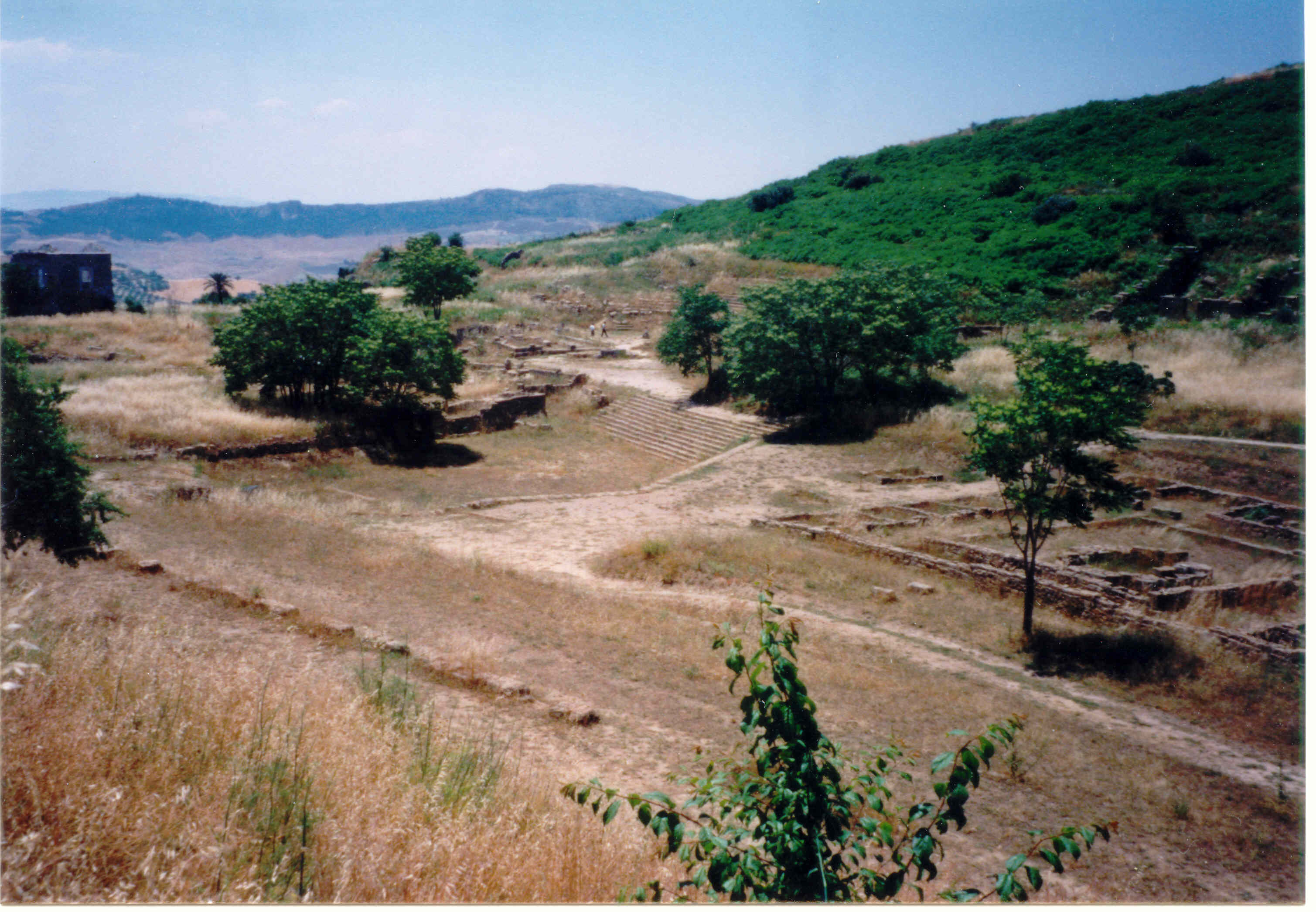
Il sito archeologico di Morgantina

Ai suoi piedi la fertile pianura del Gornalunga e i ricchi pascoli che lo circondano alle spalle, costituivano un ulteriore vantaggio per l'insediamento.

## Storia del sito

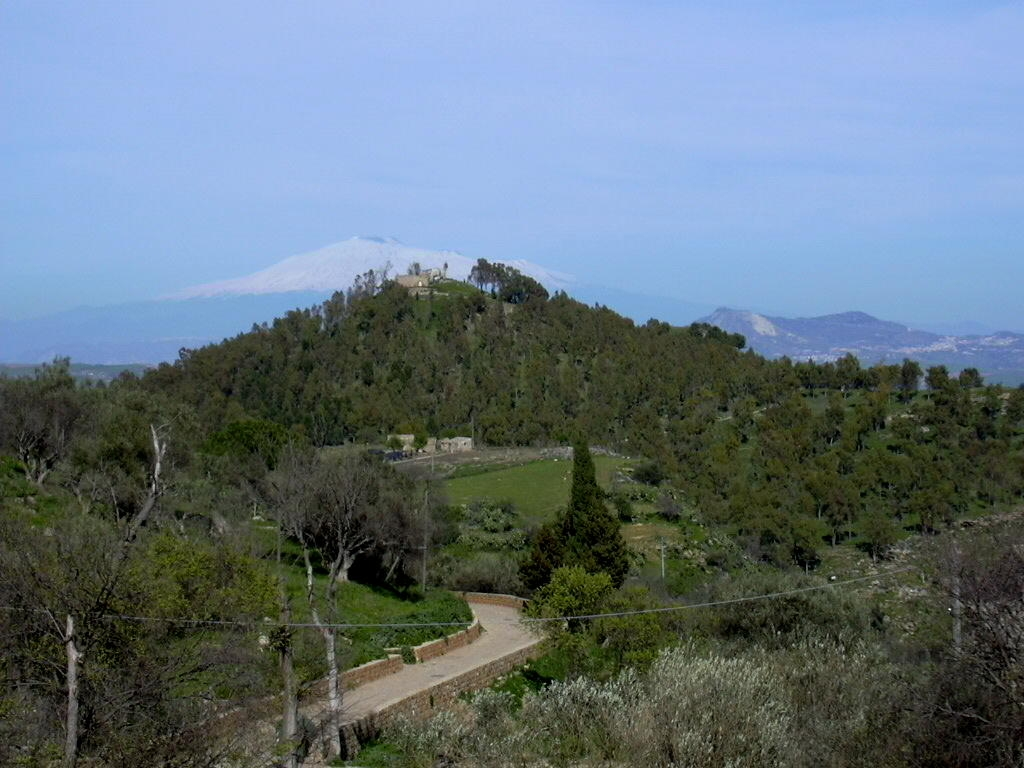
La collina della Cittadella, l'acropoli della città arcaica, e sullo sfondo la vetta innevata dell'Etna

Le più antiche tracce di frequentazione del sito appartengono alla prima età del bronzo (2100 -1600 a.C.), epoca a cui risale un villaggio di capanne circolari e rettangolari che occupò il colle di Cittadella (contrada "Terrazzi di San Francesco").
Il villaggio appartenne alla Cultura di Castelluccio, riconducibile ai Sicani, caratterizzata da un'elementare organizzazione civile e dal possesso di rudimentali tecniche di artigianato domestico e agricole e alla successiva cultura di Thapsos.
Nel sito sono state rinvenute anche ceramiche micenee e submicenee
A partire dall'XI secolo a.C. la popolazione dei Morgeti,provenienti dall'Italia meridionale, raggiunse la Sicilia, cacciando i Sicani della zona.
Secondo la storici greci un gruppo di Morgeti guidato dal re Morgete, fondò nel X secolo a.C. la città di Morgantina, sul colle della Cittadella.
Per oltre trecento anni i Morgeti occuparono il luogo, integrandosi con le altre popolazioni affini dell'interno e prosperando grazie allo sfruttamento agricolo della vasta pianura del Gornalunga
Nella seconda metà dell'VIII secolo a.C., era iniziata in Sicilia la colonizzazione greca e verso la metà del VI secolo a.C. Greci di origine calcidese giunsero a Morgantina risalendo la valle del Simeto e del suo affluente Gornalunga; si insediarono nella città convivendo abbastanza pacificamente con i precedenti abitanti, come sembra testimoniare la mescolanza di elementi culturali nei corredi funebri.
I coloni calcidesi assimilando la religiosità degli indigeni trasformarono la Dea Madre nelle loro divinità greca Demetra e Persefone, come testimoniato dai famosi acroliti teste marmoree complete di mani e piedi con il corpo composto da materiale deperibile risalenti agli anni 525-510 a.C.
La città sembra venisse distrutta una prima volta alla fine del secolo, ad opera del tiranno di Gela, Ippocrate.
Nel 459 a.C., la città venne presa e distrutta da Ducezio, condottiero dei Siculi, durante la rivolta contro il dominio greco e fu probabilmente in seguito abbandonata come centro abitato.
Dopo la disfatta di Ducezio nel 450 a.C. il territorio di Morgantina passò nell'orbita di Siracusa e fu in seguito ceduto a Camarina nel 424 a.C. in cambio di una somma di denaro. 
Nel 396 a.C. la città fu conquistato da Dionisio I, tiranno di Siracusa, durante una campagna militare per riportare le comunità dell'interno sotto il suo dominio.
Ma la Polis mal sopportava il giogo siracusano tanto che nel 392 a.C. ospitò l'esercito punico guidato da Magone.
Nella guerra combattuta in Sicilia fra Dione, l'allievo del grande filosofo Platone, e suo nipote Dionisio II il giovane, Morgantina aderì alla causa del condottiero siracusano per riprendersi la propria autonomia.

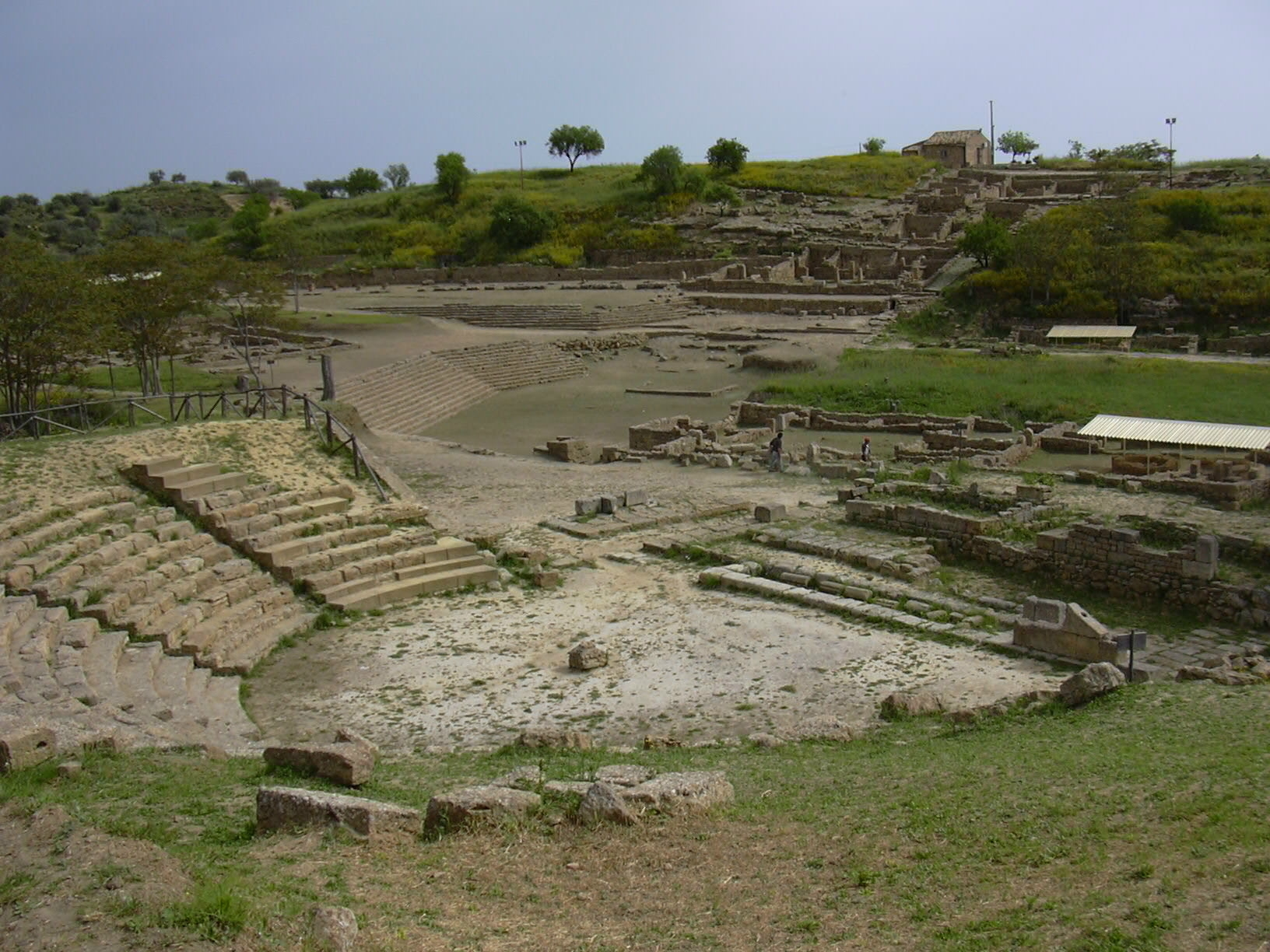
Il teatro, il Santuario di Demetra e Persefone, l'ekklesiasteron e l'abitato della collina est.

Intorno al 340 a.C. Timoleonte aveva sconfitto l'esercito punico e si era sbarazzato dei vari tiranni delle Polis: salito al potere si impadronì del territorio e la città venne ricostruita sul pianoro di Serra Orlando: furono edificate le nuove mura e se ne delineò l'assetto urbanistico a schema ortogonale, un nuovo Santuario venne eretto in onore di Demetra e Persefone e fu impiantato l'Ekklesiasterion con il Bouleterion.
La popolazione aumentò parecchio con l'arrivo di nuovi coloni dalla Grecia.
Agatocle chiedendo ed ottenendo l'aiuto di 1 200 soldati di Morgantina conquistò, nel 317 a.C., Siracusa e fece realizzare l'agorà di Morgantina. Il massimo splendore fu quindi raggiunto nel III secolo a.C. durante il lungo regno di Gerone II (275-215 a.C.) e la città arrivò a contare circa 10 000 abitanti. Durante la prima guerra punica, Morgantina insieme a tutta la Sicilia orientale sotto Gerone II fu alleata dei Romani.
Morto Re Gerone II, durante la seconda guerra punica Morgantina e le altre città siciliane passarono dalla parte dei cartaginesi (Tito Livio): 
Infatti il giovanissimo Geronimo, nominato Re dal Consiglio dei 15 saggi istituito dal nonno Gerone II, sconfessò l'alleanza con Roma e ricevette alcuni emissari di Annibale il grande (IV Barq) i due fratelli Ippocrate ed Epicide (di origini siracusane).
Morto Geronimo a Leontini nel 213 a.C. a Siracusa venne istituita la cosiddetta quarta Repubblica dal Senato ma il potere assoluto era nelle mani di Ippocrate ed Epicide che cercarono di fronteggiare le legioni romane guidate dal Console Claudio Marcello.
Morgantina diventata la base operativa della lega siculo-punica si sbarazzò del presidio romano e nella zecca furono coniate parecchie monete della serie SIKELIOTAN.
Attraverso le fonti storiche sappiamo che l'esercito punico di Imilcone (mandato da Annibale) e quello siracusano di Ippocrate trovarono rifugio entro le mura fortificate di Morgantina. 
La città non si arrese neanche dopo la caduta di Siracusa nel 212 a.C. e fu assediata e distrutta nel 211 a.C., da Marco Cornelio Cetego che la consegnò all'ispanico Merico e ai suoi mercenari ispanici quale premio per avere permesso al Console Claudio Marcello la conquista di Siracusa, difesa da Archimede.
Anche la serie di monete di bronzo HISPANORUM coniate durante il dominio di Moerico sono servite agli studiosi per dimostrare la scoperta scientifica come pure i denarii romani emessi prima del 211 a.C.

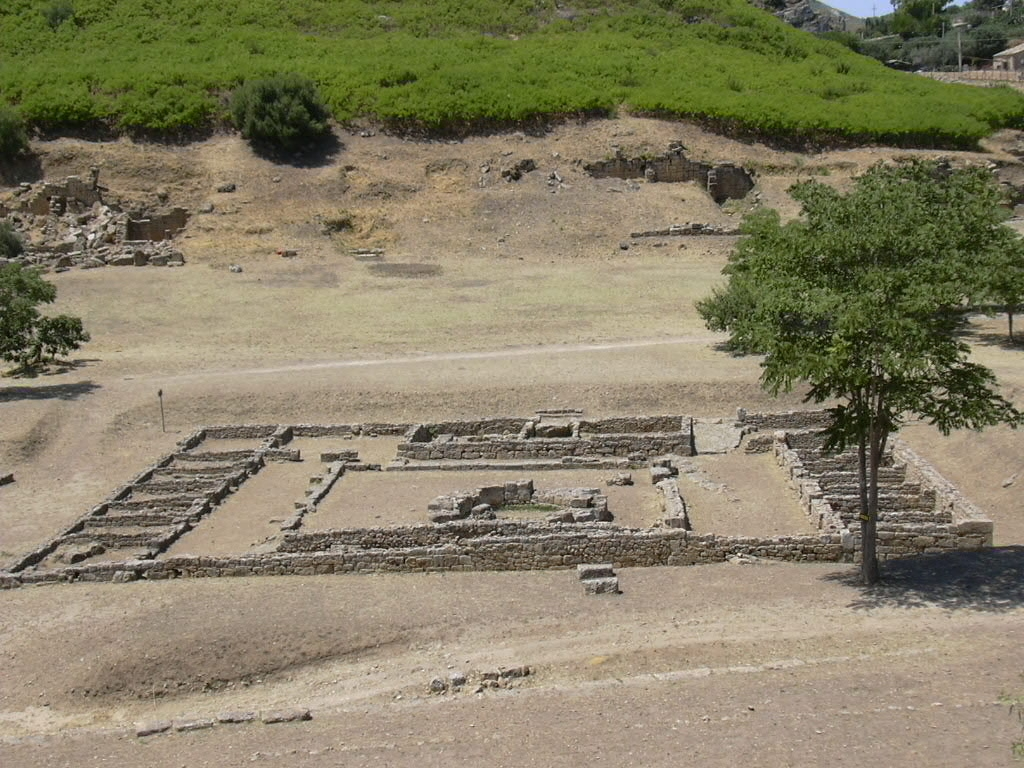
Il Macellum

 Dopo la conquista romana le mura vennero abbattute e l'abitato si restrinse notevolmente, ma la città continuò a vivere come importante nodo commerciale per la produzione di terrecotte nelle fornaci e soprattutto per la produzione di cereali (grano, orzo), dell'olio e del vino ricavato dalla famosa Vite Murgentina. (Marco Porcio Catone - Columella - Plinio il Vecchio).
Venne costruito al centro dell'Agorà il Macellum e molti edifici pubblici (Bouleterion-Pritaneo) furono utilizzati dai conquistatori romani come tabernae e termopolium.
In breve la Polis venne progressivamente trasformata in un oppidum romano utilizzato dalle varie legioni di passaggio per la Sicilia.
Diodoro Siculo ricorda che a Morgantina, che si era anch'essa ribellata come Henna (Enna), venne tenuto prigioniero Euno, capo della rivolta servile del 135 a.C., repressa dalle legioni romane.
Anche nella seconda guerra servile, (105-101 a.C.), Morgantina venne assediata dal capo dei ribelli Salvio e forse venne temporaneamente conquistata.
Sembra abbia parteggiato per Sesto Pompeo nella sua lotta contro Ottaviano, ma Strabone, poco dopo, la ricorda tra le città scomparse e i dati archeologici confermano che, intorno al 30 a.C., essa venne gradualmente abbandonata. In Sicilia, in quegli anni, subirono il medesimo destino svariate antiche città, ne sono un esempio Abacena e Phoinix.

## I resti

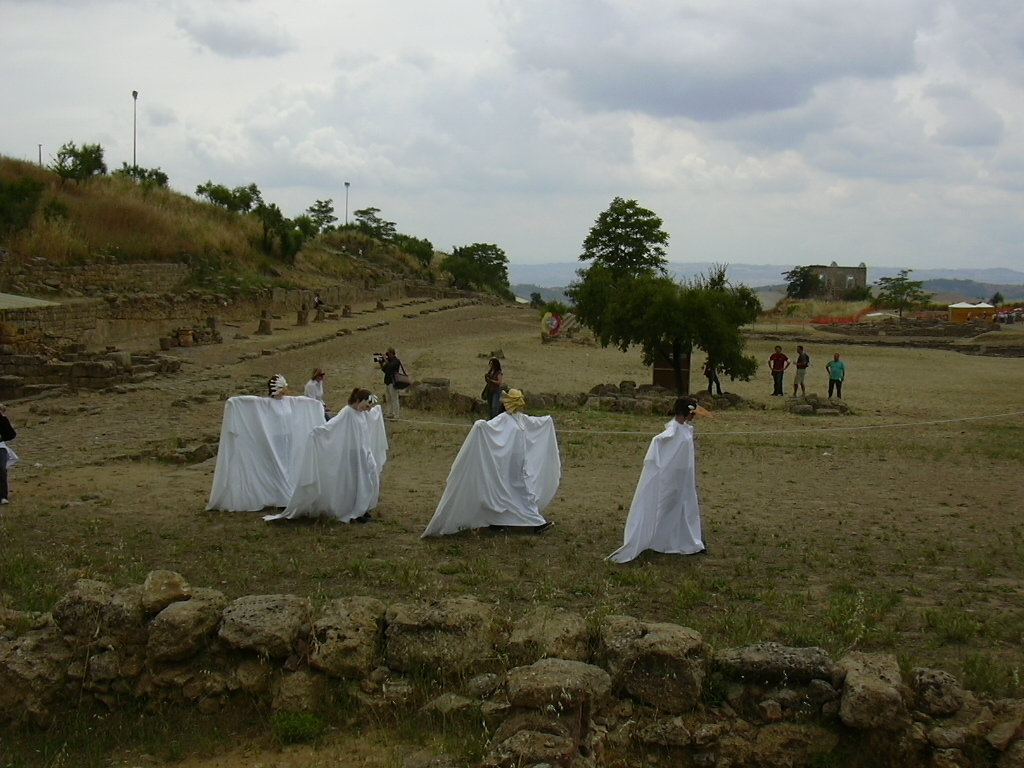
Performance: Teatro delle scuole

I resti furono individuati per la prima volta alla fine del XIX secolo dall'archeologo Paolo Orsi e inizialmente la città venne identificata con Herbita. Il ritrovamento di alcune monete in bronzo e la concordanza dei dati archeologici con le notizie riportate dalle fonti permisero quindi il riconoscimento con l'antica Morgantina. La zona archeologica occupa un'area di oltre venti ettari.
Si sono occupate del sito principalmente università e istituzioni americane, inglese e scandinave. Una menzione speciale merita il re di Svezia Gustavo VI Adolfo, che venne a Morgantina più volte negli anni '50 su invito di Sjöqvist, il suo ex segretario, per lavorare sul sito.
Della città ellenistica restano nell'area recintata notevoli resti: diversi edifici pubblici, per lo più articolati intorno alla piazza dell'Agorà (ginnasio o "stoà nord"), "stoà orientale" e "occidentale", il pritaneo, l'ekklesiasterion, il duplice "santuario dell'Agorà", il granaio pubblico, la "Grande Fornace", il teatro o koilon e il Macello romano e importanti case di abitazione, riccamente ornate da mosaici (case "del Capitello dorico", "del Mosaico di Ganimede", "della Cisterna ad arco", "delle Antefisse", "dei Capitelli tuscanici", "del Magistrato", e ancora, la "Casa Fontana" e la "Casa sud-est").
Le altre emergenze, pur servite da sentieri, non sono visitabili senza una competente guida. È prevista la realizzazione di un parco con corsi preordinati, pannelli informativi ed attrezzature ricettive turistiche.
I numerosi reperti provenienti dagli scavi sono conservati nel Museo di Aidone.

### L'agorà
A lato di un'ampia strada in acciottolato che costituiva l'asse viario centrale della città, si notano i resti degli edifici pubblici del centro politico ed amministrativo della polis, disposti intorno alla piazza principale o agorà, che occupa un pianoro delimitato da due rilievi ad ovest (più esattamente sud-ovest) e ad est (nord-est), e seguendo il dislivello naturale, è suddivisa in una piazza alta, verso nord (nord-ovest), delimitata da portici (stoài) su tre lati, e una piazza bassa verso sud (sud-est).
Sul lato nord l'agorà è limitata da un lungo portico, di circa 90 m identificato come gymnasium (ginnasio), luogo destinato alle attività sportive dei giovani. Sul portico si affacciavano vari ambienti di servizio (spogliatoi e bacini per le abluzioni). Fu realizzato nel III secolo a.C., sotto il regno di Gerone II.

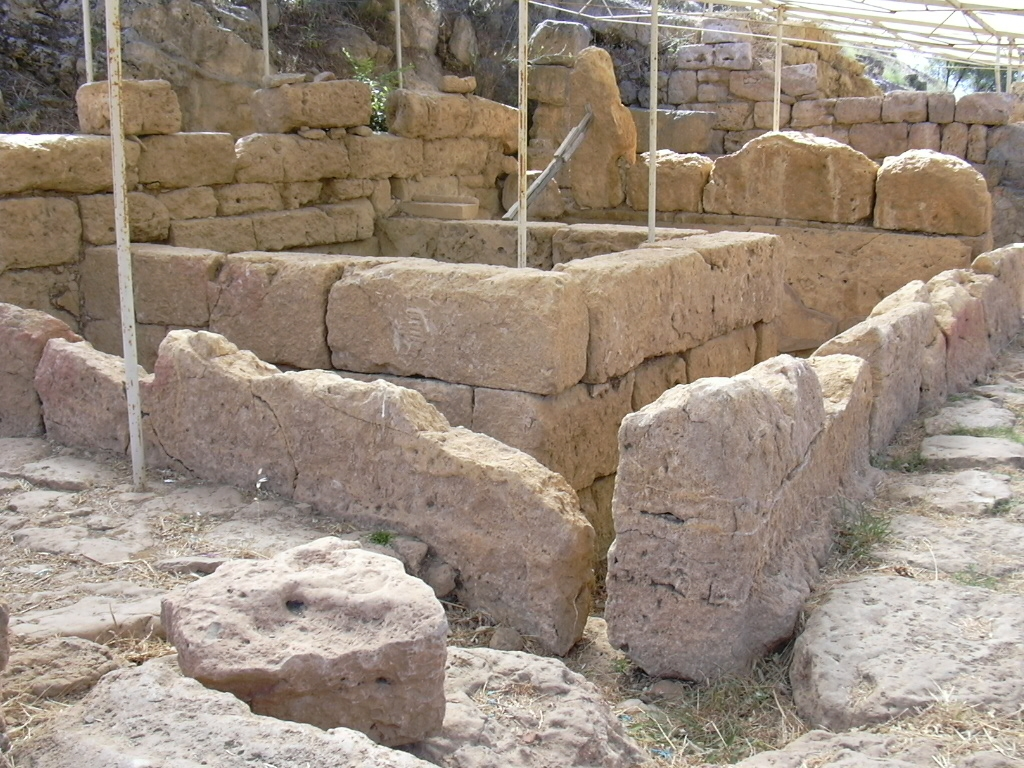
Resti della fontana delle Ninfe.

Alla sua estremità orientale sono stati rimessi in luce (1982-1984) i resti di una fontana monumentale (ninfeo) a doppia vasca, preceduta da un'ampia scalinata ed ornata con colonne a fregi dorici. Costruita verosimilmente nella seconda metà del III secolo a.C., era dedicata alle Ninfe e fu distrutta violentemente, forse da un terremoto, nel corso degli ultimi anni del I secolo a.C.
Sul lato occidentale la piazza era limitata da una serie di botteghe, precedute da un altro lungo portico, le cui tracce sono oggi poco visibili. Sull'opposto lato orientale restano visibili le basi del colonnato del terzo portico (lungo 87 m). L'edificio aveva funzioni polivalenti e poteva essere destinato a sede dell'amministrazione della giustizia popolare, a scuola e a luogo riparato d'incontro per gli affari. Alla sua estremità settentrionale, verso il ginnasio, sono chiaramente riconoscibili gli avanzi di un bouleuterion (luogo di riunione del consiglio cittadino) a pianta bipartita, con all'interno un muro a semicerchio e un podio rettangolare, attorno al quale dovevano essere disposti i seggi dei membri del consiglio.

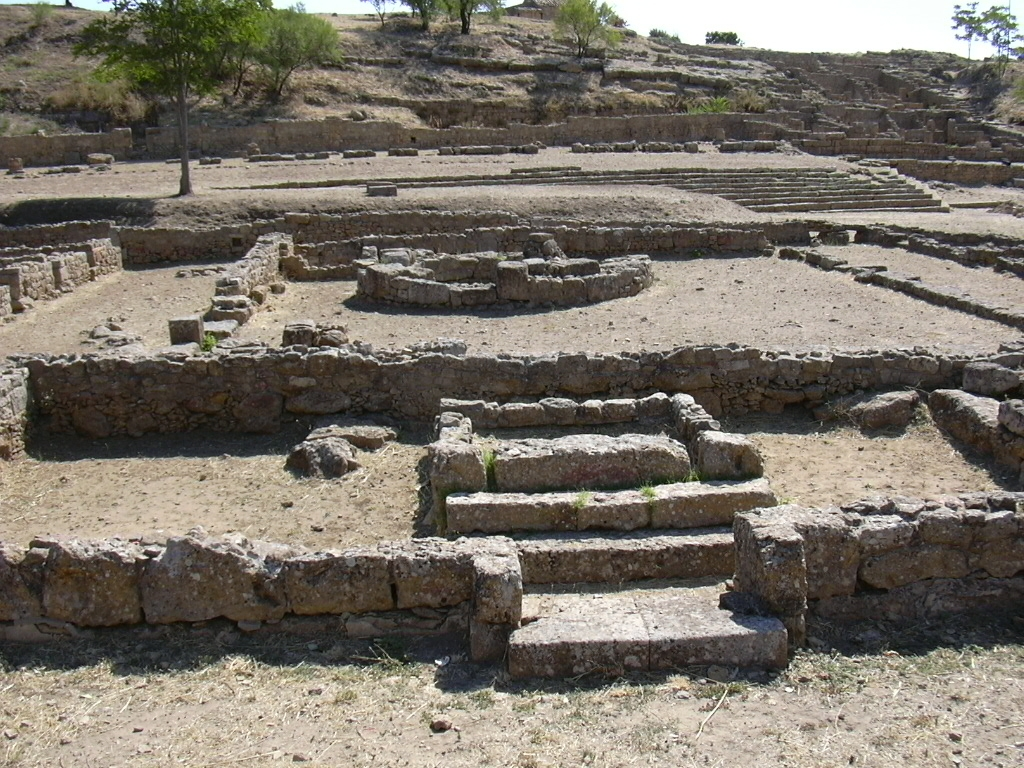
Macellum, ingresso ovest e area sacra preesistente con altare rettangolare

Nella piazza superiore, spostato verso sud e verso est, s'incontra un edificio di epoca romana (prima metà del II secolo a.C., con orientamento divergente da quello degli edifici ellenistici, costituito da un complesso di tredici botteghe d'uguali dimensioni, disposte sui lati nord e sud di un cortile porticato, dotato al centro di un'edicola circolare. Si tratta di un macellum o edificio per mercato, uno dei più antichi conosciuti. Sul lato ovest, ove è l'ingresso, è inglobata un'area sacra greca preesistente, con ampio altare rettangolare
Sul lato sud della piazza superiore il dislivello con l'agorà bassa viene superato per mezzo di una gradinata di forma trapezoidale, lasciata incompleta verso est, che veniva inoltre utilizzata per le riunioni dell'assemblea cittadina (ekklesiasterion) ed è perfettamente integrata nell'insieme urbanistico. È qui che l'assemblea popolare della polis, si riuniva per assumere le più importanti decisioni.

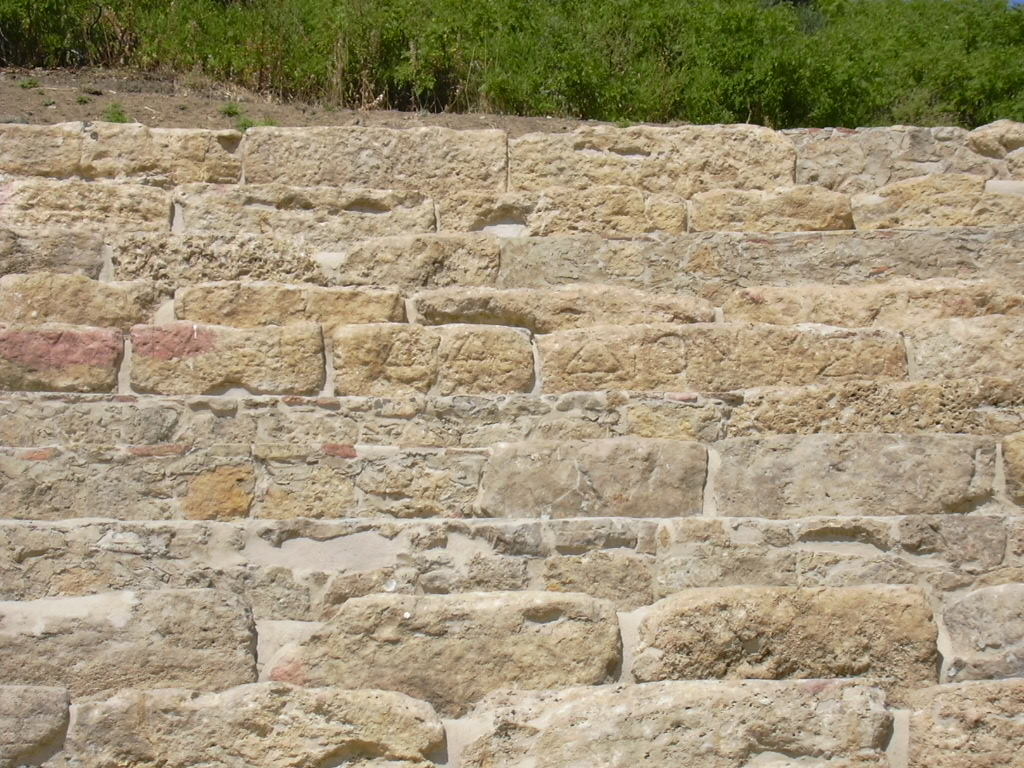
La dedica a Dioniso sui gradini del Teatro.

La piazza inferiore è fiancheggiata sul lato ovest dal teatro, che si appoggia alle pendici della collina occidentale. In una prima fase, databile alla metà del IV secolo a.C. sembra aver avuto una forma trapezoidale, mentre fu poi rifatto con cavea a ferro di cavallo, tra la fine dello stesso secolo e gli inizi del III secolo a.C., contemporaneamente alla costruzione della scalinata utilizzata come ekklesiasterion, che ne riprende la forma originaria. Due corridoi laterali (pàrodoi) permettono l'accesso all'orchestra (lo spazio entro il quale si muoveva il coro), chiuso dall'edificio scenico. Questo era costituito da un prospetto architettonico fisso, che doveva essere ornato da scenografie mobili sorrette da travi lignee, i cui alloggiamenti sono visibili su un grosso masso squadrato triangolare. Il teatro era dedicato a Dioniso, il cui nome compare sull'alzata di uno dei gradini, formanti la cavea. Questa, con circa quindici gradini suddivisi in più settori era realizzata in modo da consentire un sorprendente effetto acustico, ancor oggi apprezzabile, ed è sostenuta da un robusto muro di contenimento in blocchi accuratamente squadrati. Nei pressi sono visibili i resti di una conduttura d'acqua in elementi di terracotta ad incastro, provvisti di spioncino ellittico.

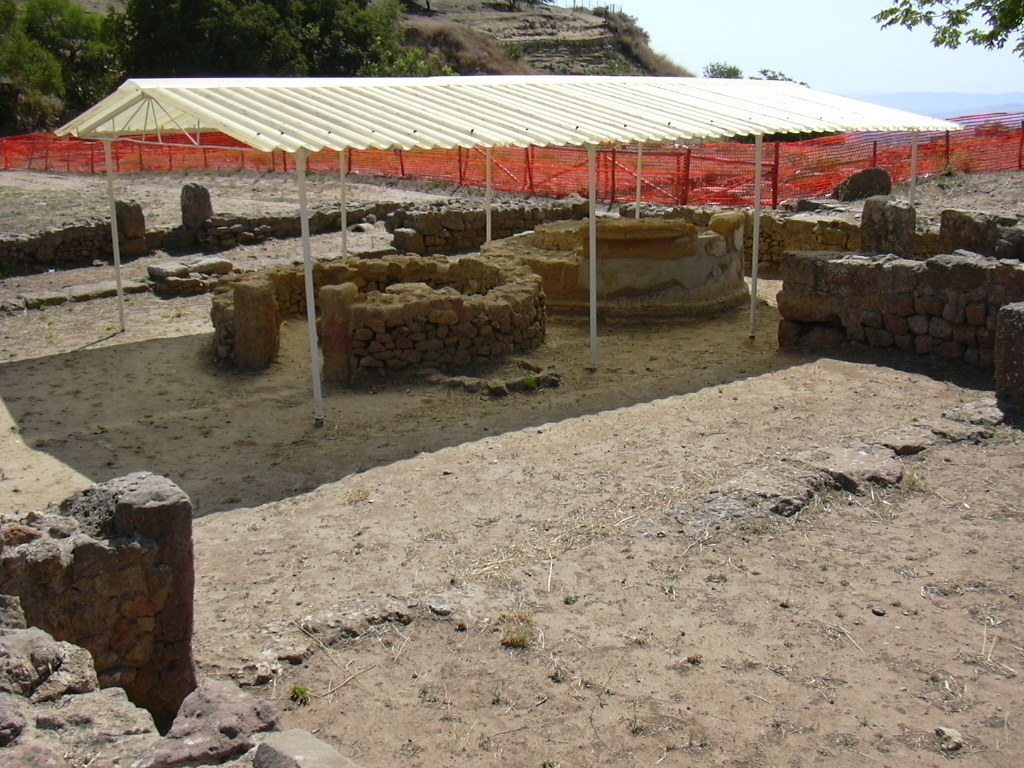
Santuario di Demetra e Kore, altare e bothros

Accanto al teatro e in stretta relazione con esso, in posizione elevata sorgeva il santuario di Demetra e Kore, le due divinità protettrici della città. L'edificio sacro, cui s'accede dal lato occidentale, era costituito da due settori ben distinti, articolati intorno a due cortili. Il settore settentrionale, preceduto da una vasca per le purificazioni ed una stanzetta per le offerte, comprendeva diversi ambienti, attorno all'ampio cortile in acciottolato, destinati alla sosta dei fedeli e alla produzione in loco d'oggetti votivi in terracotta, attestata anche da una ben conservata fornace nell'angolo nord-est. Il settore meridionale, destinato al culto, s'articola attorno ad un grande altare cilindrico, ancora coperto da tracce dell'originario intonaco. Accanto ad esso, circondato da un basso muretto circolare, vi è un bothros o fossa sacra, per libagioni ed offerte alle divinità dell'oltretomba. Al momento dello scavo vi furono rinvenute molte lucerne probabilmente legate al culto in ore notturne, frequente nel caso di divinità ctonie. Il cortile dell'altare era fiancheggiato ad est da un'esedra con sedili, fronteggiata da una seconda più piccola sul lato opposto, destinate probabilmente alle cerimonie del culto. Vi si affaccia anche un piccolo sacello.

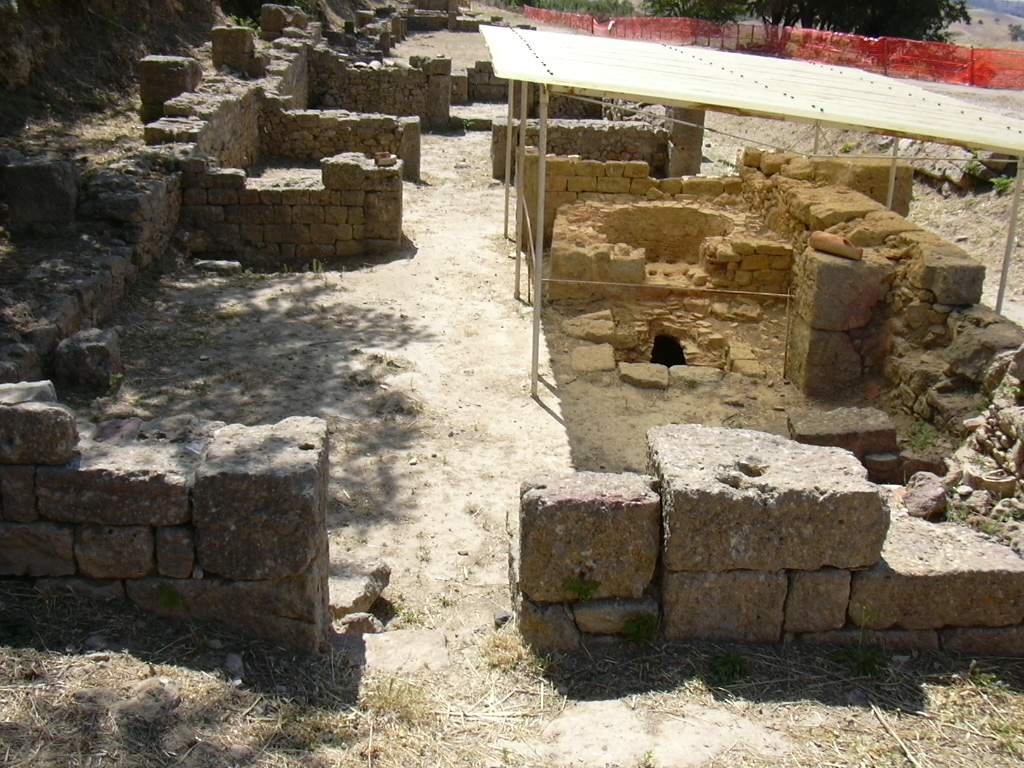
Granaio e fornace sul lato settentrionale.

A sud del santuario è presente un secondo recinto sacro (temenos) ancora a pianta trapezoidale.
Sul lato opposto orientale della piazza inferiore, ai piedi della collina, imponenti contrafforti reggono i muri perimetrali di quello che fu il granaio principale della città, costituito da una serie continua di magazzini, dove si raccoglieva la produzione agricola e probabilmente le tasse dovute prima a Siracusa e poi a Roma.
All'estremità settentrionale del granaio, è visibile una ben conservata fornace. Una seconda fornace più grande, a forma d'ampio cunicolo, spartito da arcate, è visibile all'angolo sud-est dell'agorà. Essa era destinata alla produzione di terrecotte per l'edilizia (mattoni e tubi per acquedotti).

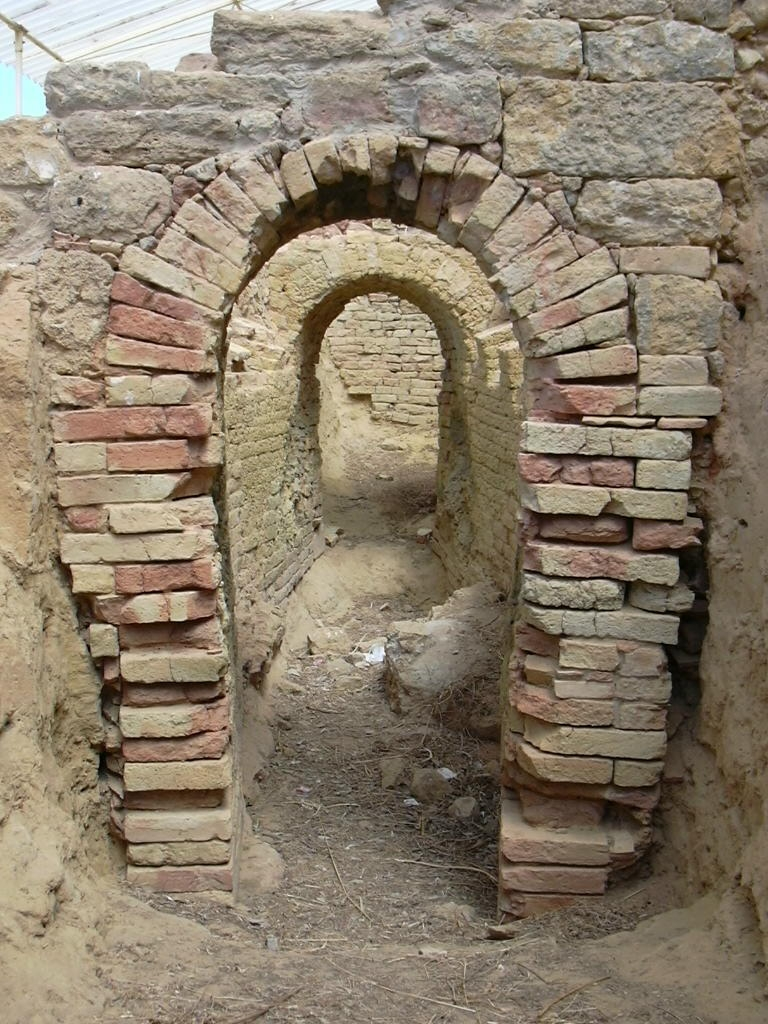
Grande fornace.

Sul pendici della collina orientale, s'incontra salendo un vasto edificio, dotato di più stanze ed ampio cortile pavimentato in cotto e affacciato sulla sottostante pubblica piazza. Secondo la ricostruzione fattane dagli archeologi si tratta di un prytaneion (pritaneo), luogo destinato al magistrato supremo della città e che ospitava il fuoco sacro. Sono visibili tre grossi conci incavati per alloggiarvi capaci anfore per la conservazione dell'acqua e del vino, e il basamento di un forno domestico, con i mattoni ancora anneriti.

### I Quartieri residenziali

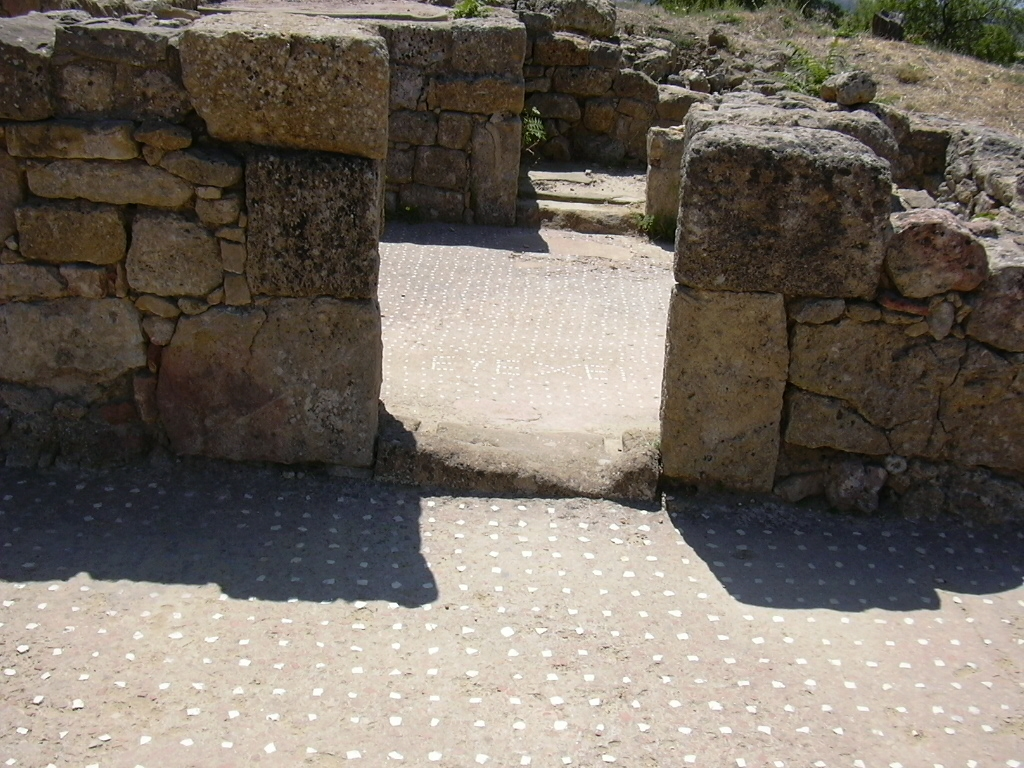
Casa del capitello dorico, mosaico del saluto.

Ad est dell'agorà si trova un quartiere residenziale.
Proseguendo oltre il pritaneo si trovano in cima alla collina i resti della Casa del Capitello dorico (o Casa del Saluto, per un'iscrizione di benvenuto realizzata sul pavimento), anch'essa affacciata dall'alto sull'agorà.
Gli ambienti si articolano simmetricamente ai lati di un peristilio centrale che, oltre a dar luce agli ambienti interni, permetteva la raccolta dell'acqua piovana, convogliandola in due cisterne. Le colonne del peristilio sono realizzate con mattoni appositamente sagomati in forma anulare (tecnica utilizzata per contenere i costi e supplire alla mancanza di pietra adatta localmente).
Per i pavimenti fu largamente utilizzato il cocciopesto, ottenuto mescolando cocci di terrecotte al cementizio, abbellito da disegni geometrici realizzati in tessere di pietra bianca.
All'angolo sud della collina orientale affiorano i resti della Casa di Ganimede con grande peristilio rettangolare colonne scanalate e capitelli di stile dorico.
Sono conservate due piccole stanze, ricostruite dagli archeologi con intonaco dipinto in rosso sulle pareti, tuttora ben conservate, e pavimenti a mosaico, tra i più antichi dell'arte ellenistica in Magna Grecia (III secolo a.C.).
Il primo riproduce il ratto di Ganimede ed il secondo un meandro prospettico, preceduto da un riquadro con un nastro annodato e foglie d'edera, simboli della vittoria in una competizione sportiva o letteraria.
La dimora, appartenente all'epoca geroniana, venne riutilizzata dopo la presa della città da parte dei Romani e divisa in due parti con un muro che attraversava il peristilio.

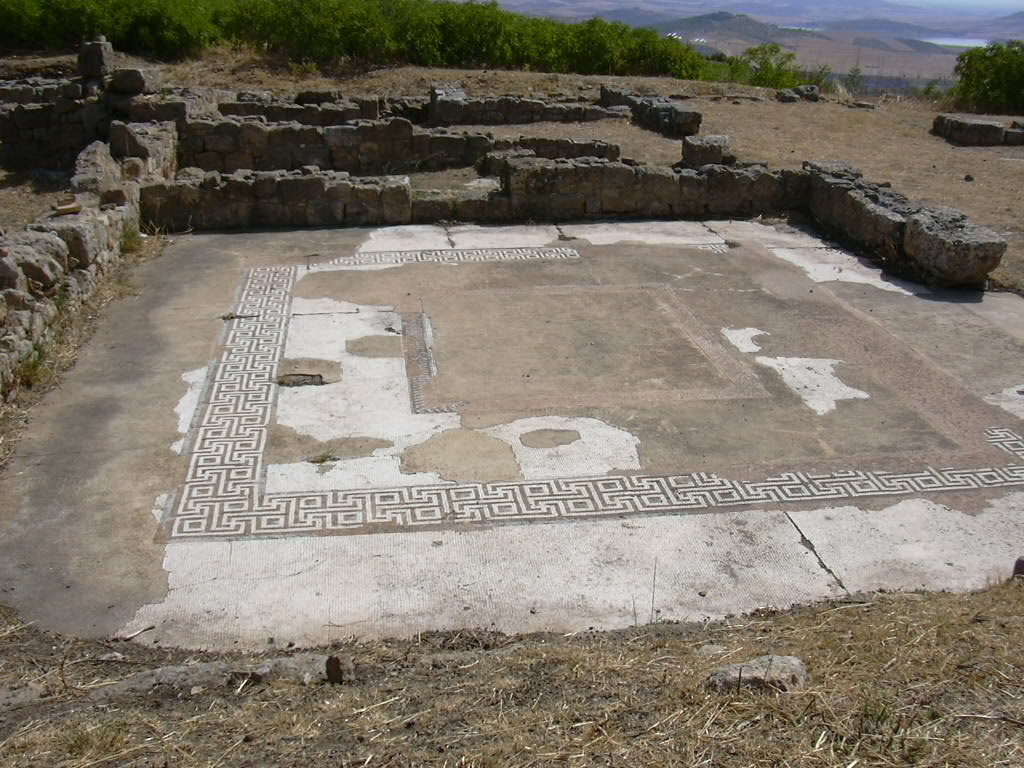
Casa Pappalardo: mosaico.

Sulle pendici dell'opposta collina occidentale, raggiungibile costeggiando i resti delle fortificazioni a sud dell'abitato, si trova un secondo quartiere residenziale, non ancora interamente scavato, che mostra chiare evidenze dell'impianto urbanistico regolare ed ortogonale di Morgantina, articolato su una serie d'isolati d'uguali dimensioni (110 × 37,50 m).
Lungo le strade che separano gli isolati correvano stretti canali di drenaggio, per lo smaltimento delle acque piovane.
Procedendo da sud verso nord, s'incontra una grande dimora di ben ventiquattro stanze, molto verosimilmente appartenuta ad uno dei governanti della città (da qui il nome di Casa del Magistrato).
Vi s'accede da un ampio ingresso sul lungo muro orientale ed è divisa nettamente in due settori: quello privato a nord e quello di rappresentanza a sud.
Quest'ultimo si articola sui due lati di un cortile porticato, su cui si affacciano un atrio preceduto da due colonne, con pavimento riccamente decorato, ed una grande sala quadrata (triclinio) con lo spazio sufficiente per nove klinai (triclini), destinata a ricevimenti e banchetti.
Uno stretto corridoio a destra dell'atrio immette nella parte privata, ove un secondo peristilio disimpegna le numerose camere che lo circondano. In epoca romana, la casa fu frazionata ed occupata da un vasaio, le cui fornaci, ancora integre, sono visibili all'angolo nord-ovest.
Oltre questa casa una grande arteria centrale in acciottolato, larga 6,40 m, con direzione ovest-est, divide il quartiere in due settori.
Lungo il suo percorso si incontra per prima la Casa dei Capitelli tuscanici, disposta su più livelli e rimaneggiata nel corso del I secolo a.C., con l'inserimento d'elementi architettonici di tradizione italica.
Un cortile delimitato da quattro colonne ne costituiva ad est l'atrio monumentale, mentre un lungo e stretto peristilio la chiudeva ad ovest.
Affiancata ad essa è la Casa sud-ovest, articolata attorno ad un peristilio a dodici colonne, sul quale si apre un soggiorno esposto a sud, costituito da un vano centrale di 35 m² e due vani simmetrici laterali, il tutto pavimentato con un raffinato cocciopesto, arricchito da meandri di tessere bianche e da stelle a più colori.
L'isolato successivo comprende quattro case, la prima delle quali, detta Casa delle Botteghe, fu trasformata in epoca romana con l'inserimento di più tabernae (negozi), composti da un vano per la vendita ed un retrostante deposito.
Segue la Casa del Palmento, che conserva i resti di un locale per la produzione di olio, e quindi la Casa Pappalardo, con peristilio a dodici colonne e splendidi pavimenti a mosaico.
Risale alla metà del III secolo a.C. e misurava ben 500 m².
Lungo il muro perimetrale est della casa, è visibile l'estremità del canale fognario che serviva tutto l'isolato. L'ultima delle abitazioni portate alla luce in questo settore è la Casa delle quarantaquattro monete d'oro, dove venne rinvenuto un ripostiglio monetale con monete dell'epoca di Filippo II di Macedonia (359-336 a.C., di Alessandro Magno
(336-323 a.C.) di Agatocle (304-289 a.C.) di Icetas (287-280 a.C.) di Pirro 280-278 a.C.).

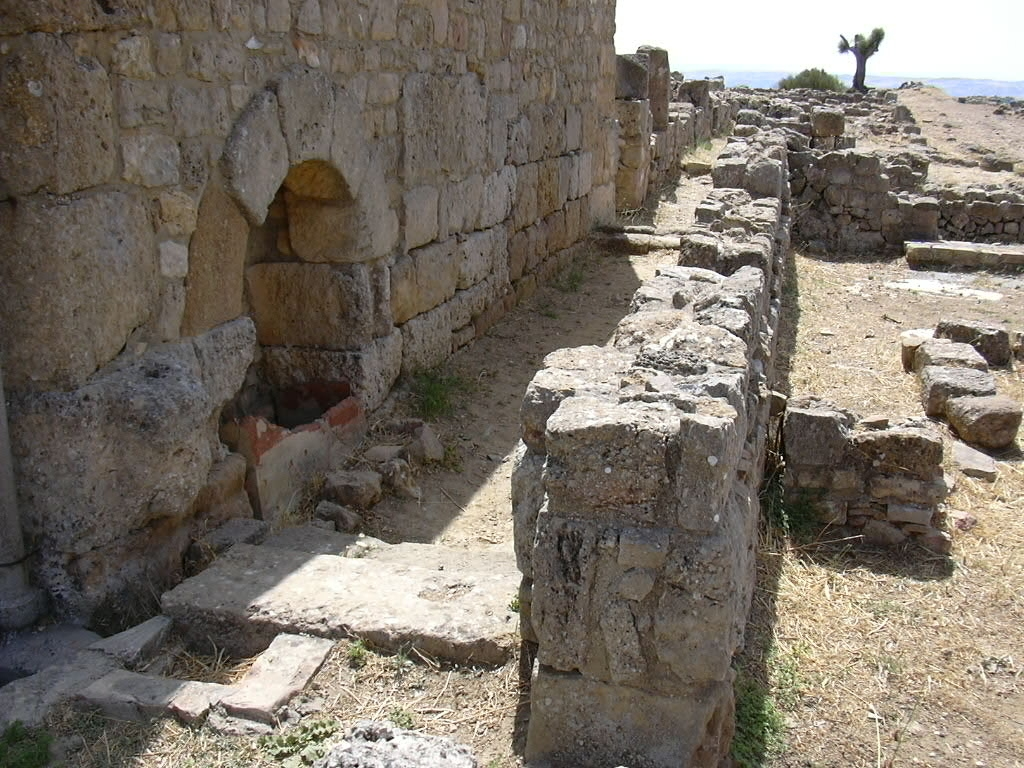
Casa della cisterna ad arco.

Sulla parte più settentrionale della collina si trova un altro isolato, metà del quale è occupato dalla Casa della cisterna ad arco, con ingresso sul lato occidentale e con ambienti dai pavimenti a mosaico articolati attorno a due peristili.
La grande sala di soggiorno (tablinium) affacciata sul peristilio meridionale è stata ricostruita per proteggerne l'intonaco dipinto delle pareti ed il mosaico pavimentale; sulla parete occidentale è conservata l'imboccatura di una cisterna, con volta in conci squadrati e vasca in terracotta.
Dai resti di una scala si è desunta l'esistenza di un secondo piano, presente in più di una casa di Morgantina. Altre due abitazioni, molto meno lussuose (Casa delle antefisse e Casa sud-est), completano l'isolato, ma i resti allo stato attuale sono poco leggibili.
All'ingresso del sito archeologico sono stati collocati alcuni mulini familiari, costituiti da due elementi ad incastro in pietra lavica, moltissimi esemplari dei quali sono stati rinvenuti fra gli arredi delle case d'abitazione.

### Resti sulla collina della Cittadella
La collina, ad est del pianoro su cui sorge la città, a circa un chilometro, è il sito dell'antica città, distrutta da Ducezio, i cui edifici, non ancora del tutto identificati, occupano i terrazzamenti a nord e ad ovest. Sulla sommità sono i resti di un tempio dalla pianta assai allungata, databile alla seconda metà del VI secolo a.C.,
La ripida pendice orientale è occupata da una serie di tombe a camera scavate nella roccia e, in più tratti, sono anche visibili tracce delle mura di fortificazione, costituite da due cortine in pietra, riempite all'interno di terriccio.

## Monetazione
La monetazione di Morgantina copre un arco di tempo, che s'estende dal V al II secolo a.C., ed è una delle più interessanti delle città del centro della Sicilia, sia per la varietà di tipologia dei coni, sia per l'alto livello artistico dell'incisione.
Una piccola litra d'argento (circa 0,70 g) con una spiga di grano e la scritta MORCAИTINA venne coniata negli anni 465-460 a.C. poco prima della conquista di Ducezio e pare secondo alcuni studiosi che l'effigie raffigurata sia quella del mitico re Morges, un segno indistinguibile per la popolazione in gran parte sicula egemonizzata dai coloni calcidesi.
La moneta di bronzo coniata dalla zecca che divenne il simbolo della polis siculo-ellenizzata è quella con Athena elmata con la scritta greca MORGANTINON e il leone che sbrana il cervo, una simbologia che richiama non solo le divinità Demetra e Persefone (vds. Acroliti- Santuario centrale) ma anche il programma politico del condottiero Dione (l'allievo di Platone) che sbarcò in Sicilia con il suo esercito nel 357 a.C. e chiese l'aiuto dei morgantini per combattere il nipote Dionisio il giovane.
Si possono identificare tre fasi, una di tipo greco, nel V e nel IV secolo a.C. (MOΡΓANTINΩN), una seconda fase durante la seconda guerra punica con monete siceliote-puniche (SIKELIOTAN) ed una dei mercenari Iberici (HISPANORVM).
Le diverse emissioni contrassegnano le tappe fondamentali della storia politica ed economica della città: la città sicula di Ducezio, la rifondazione sotto Timoleonte di Corinto e Agatocle, lo sviluppo urbanistico e la ricchezza sotto Re Gerone II, la resistenza antiromana ai tempi della seconda guerra punica e la conquista romana. Al tempo dell'alleanza siculo-punica, vennero coniate monete con l'iscrizione "dei Sicelioti" (SIKELIOTAN).
La metrologia adottata, sino al 213 a.C., è quella propria delle città greche in Sicilia, che utilizzarono come unità di misura la litra, frazionabile in dodici once e corrispondente ad un quarto di dracma.
Morgantina è l'unica città interna dell'isola, che abbia emesso un tetradramma durante il periodo di Agatocle (317-289 a.C.), moneta che, per il suo alto valore, testimonia una notevole potenza economica.